# إبراهيم البوسعيد
إبراهيم عبد الله البوسعيد (بالإنجليزية: Ibrahim Boussaid)‏؛ مواليد 4 فبراير 1996 في السعودية، هو لاعب كرة قدم سعودي يلعب في نادي النجوم.

## مسيرة اللاعب
لعب لنادي العدالة ونادي التقدم ونادي الدرعية ونادي الثقبة ونادي بيشة ونادي الصفا ونادي الجبيل ونادي النجوم.